# Balmorhea
Balmorhea (Балмерей) — музичний колектив з Остіна, Техас, заснований 2006 року зусиллями Роба Лова та Майкла Мюллера. На творчість гурту вплинули Людовіко Ейнауді, The Six Parts Seven, Клод Дебюссі, Людвіг ван Бетховен, Rachel's, Ґіліан Велч, Макс Ріхтер, Арво Пярт, Джон Кейдж.

## Учасники
Теперішні
- Роб Лов (Rob Lowe) — гітара, фортеп'яно, мелодика, банджо
- Майкл Мюллер (Michael Muller) — гітара, банджо, фортеп'яно
- Айша Бернс (Aisha Burns) — скрипка
- Ділан Раєк (Dylan Rieck) — віолончель
- Тревіс Чепмен (Travis Chapman) — контрабас
- Кендалл Кларк (Kendall Clark) — ударні

Колишні
- Ніколь Керн (Nicole Kern)
- Ерін Ленс (Erin Lance)
- Тейлор Теган (Taylor Tehan)
- Майк Белл (Mike Bell)

## Дискографія
Студійні альбоми
- Balmorhea (2007)
- Rivers Arms (2008)
- All Is Wild, All Is Silent (2009)
- Guest Room (2009) саундтрек до короткометражного фільму
- Constellations (2010)
- Stranger (2012)
- Clear Language (2017)
- The Wind (2021)

Мініальбоми
- Tour EP (2008)

Альбоми реміксів
- All Is Wild, All Is Silent Remixes (2009)
- Candor / Clamor Remixes (2010)
- Clear Language Reworked (2018)

Живі альбоми
- Live at Sint-Elisabethkerk (2011)

Сингли
- Candor / Clamor (2010)
- Heir (2014)
- Chime / Shone (2018)
- The Most Fleeting (2018)